# نووا وس (ناحیه دوماژلیتسه)
نووا وس (ناحیه دوماژلیتسه) (به چکی: Nová Ves) یک منطقهٔ مسکونی در جمهوری چک است که در ناحیه دوماژلیتسه واقع شده‌است. نووا وس ۴٫۶۵ کیلومتر مربع مساحت و ۱۴۲ نفر جمعیت دارد و ۵۱۸ متر بالاتر از سطح دریا واقع شده‌است.